# Фонтноа ла Жут
Фонтноа ла Жут (фр. Fontenoy-la-Joûte) насеље је и општина у североисточној Француској у региону Лорена, у департману Мерт и Мозел која припада префектури Линевил.
По подацима из 2011. године у општини је живело 281 становника, а густина насељености је износила 25,8 становника/km². Општина се простире на површини од 10,89 km². Налази се на средњој надморској висини од 293 метара (максималној 352 m, а минималној 268 m).

## Демографија
| 1962. | 1968. | 1975. | 1982. | 1990. | 1999. | 2011. |
| ----- | ----- | ----- | ----- | ----- | ----- | ----- |
| 336   | 340   | 292   | 275   | 278   | 281   | 281   |

График промене броја становника у току последњих година